# Markarian 462
Markarian 462 (ou Mrk 462) est une galaxie elliptique naine et compacte, située dans la constellation des Chiens de Chasse. Sa vitesse par rapport au fond diffus cosmologique est de 2 656 ± 13 km/s, ce qui correspond à une distance de Hubble de 39,2 ± 2,8 Mpc (∼128 millions d'al).
Mrk 462 se situe dans le ciel terrestre proche du groupe de galaxies HCG 68, qui comprend 5 galaxies du catalogue NGC.
À ce jour, seule une mesure non basée sur le décalage vers le rouge (redshift) donne une distance d'environ 37,800 Mpc (∼123 millions d'al), ce qui est à l'intérieur des valeurs de la distance de Hubble.

## Trou noir supermassif
Malgré sa taille relativement petite, Mrk 462 abrite en son centre un trou noir supermassif d'une masse estimée à 200 000 fois celle du Soleil. En général, il est difficile de détecter de tels objets au sein de galaxies de cette taille, car trop petites et sombres pour que les télescopes optiques puissent suivre les mouvements rapides des étoiles en leurs centres. De plus, vu depuis la Terre, le trou noir supermassif de Mrk 462 est en partie caché par du gaz. On parle alors de trou noir (ou AGN) obscurci.

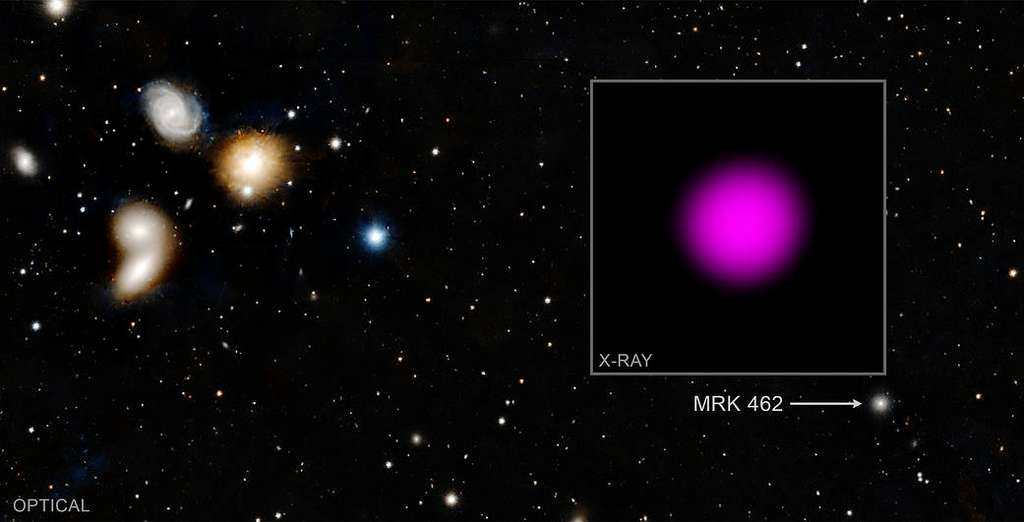
HCG 68 et Mrk 462 (flèche) observés dans le spectre visible et l'infrarouge proche par le relevé astronomique Pan-STARRS. La seconde image sur la droite montre Mrk 462 observée par le télescope spatial Chandra (dans le domaine des rayons X).